# Lamberto Anichini
Lamberto Anichini (Livorno, 21 gennaio 1901 – 30 dicembre 1980) è stato un calciatore italiano, di ruolo centrocampista.

## Carriera
Con il Livorno disputa 47 partite segnando 3 reti in massima serie, in particolare 27 gare e 2 gol a partire dalla stagione 1922-1923.
Nel 1925 passa al Pisa dove gioca per altri due anni, di cui uno in Prima Divisione, con altre 22 presenze all'attivo, di cui 7 nella massima categoria.